# Myrmeleon palpalis
Myrmeleon palpalis är en insektsart som beskrevs av Navás 1912. Myrmeleon palpalis ingår i släktet Myrmeleon och familjen myrlejonsländor. Inga underarter finns listade i Catalogue of Life.